# Grand Supreme Blood Court
Grand Supreme Blood Court ist eine niederländische Death-Metal-Band aus Twente, die im Jahr 2009 gegründet wurde. In diesem „Blood Court“ (Blutgericht) nehmen die Mitglieder verschiedene Positionen ein: „Executioner“ (Henker), „Magistrate“ (Magistrat), „Registrar“ (Archivar), „Prosecutor“ (Staatsanwalt) und „Judge“ (Richter).

## Geschichte
Die Band wurde im Jahr 2009 gegründet, nach einem Telefonat zwischen dem ehemaligen Asphyx- und Soulburn-Gitarristen Eric Daniels und den aktuellen Mitgliedern von Asphyx. Neben Gitarrist Daniels bestand die Band aus Sänger Martin van Drunen, der der Band außerdem ihren Namen verlieh, Gitarrist Alwin Zuur, Bassist Theo van Eekelen und Schlagzeuger Bob Bagchus. Ihr Debütalbum Bow Down Before the Blood Court wurde im November 2012 bei Century Media veröffentlicht. Das Album wurde im Harrow Studio und dem Sonic Assault Studio aufgenommen und im Anschluss von Dan Swanö abgemischt.

## Stil
Die Band spielt aggressiven, klassischen Death Metal, der teilweise an die Ursprungsbands der Mitglieder Asphyx und Hail of Bullets, aber auch an die Musik von Slaughter, erinnert.

## Diskografie
- 2012: Bow Down Before the Blood Court (Album, Century Media)